# Algorytm skanowania adaptacyjnego
Algorytm skanowania adaptacyjnego (ang. adaptive sampling algorithm, ASA) – algorytm ciągle dopasowuje politykę skanowania do aktualnego stanu sterowanego procesu, tzn. dopasowywana jest częstotliwość próbkowania pierwotnych danych procesowych. „Świeżość” danych zależy od aktualnego stanu procesu i może drastycznie zmieniać się w czasie. Algorytm skanowania adaptacyjnego minimalizuje wykorzystanie pasma tras komunikacyjnych i w konsekwencji - koszty komunikacji.

## Zastosowanie
Serwer OPC wykorzystywany w zdalnym sterowaniu komorą ciepłowniczą – węzłem w miejskiej sieci dystrybucji ciepła. Przykładowa komora może znajdować się jedynie w jednym z czterech stanów:
- zamknięta
- otwierana
- otwarta
- zamykana

Komora może znajdować się w stanie zamknięta/otwarta przez kilka dni, a nawet miesięcy. Jest to stan stabilny i nie wymaga ciągłego monitorowania - przesyłania dużej ilości zbędnych danych procesowych. Sytuacja się zmienia, gdy dowolny z zaworów jest w stanie przejściowym: otwierany lub zamykany. Proces ten trwa kilka minut i wymagane jest jego monitorowanie, aby zapewnić zdalne sterowanie zaworem w bezpieczny sposób, okres odczytu zmiennych procesowych powinien być mniejszy od kilku sekund. Zastosowanie Algorytmu skanowania adaptacyjnego umożliwia dopasowanie polityki skanowania do aktualnego stanu sterowanego procesu.